# Hapkido
Hapkido (UK /ˌhæpkiːˈdoʊ/ hap-KEE-doh, US /hɑːpˈkiːdoʊ/ hahp-KEE-doh, scris si hap ki do sau hapki-do; din limba coreeană hapgido pronunție în coreeană [hap̚.k͈i.do]) este o artă marțială eclectică de origine coreeană. Etimologic, înseamnă „generator de energie”. Hap în limba coreeană înseamnă „generare” (dar mai este întâlnit și cu sensul de „toate” sau „variate”), iar ki înseamnă, în acest caz, „energie” (mai este întâlnit și pentru „stil” sau „tehnică”). Foarte similar cu aikido (de unde s-a și dezvoltat), este o artă marțială complementară taekwondo, amândouă fiind de origine coreeană.
Este o formă de artă marțială de contact, cu scop de autoapărare, care folosește tehnici articulare, prinderi, agățări, pârghii, aruncări, dar și lovituri cu pumnii și picioarele. În mod tradițional, se predă și lupta cu arme precum cuțitul, sabia, frânghia, nunchaku, bățul scurt, toiagul, pistolul și bățul tradițional chinezesc, care variază în funcție de tradiția specifică examinată. Hapkido folosește tehnici de scurtă (corp la corp) și lungă (față în față) distanță, sărituri, întâlnite deseori în taekwondo, lovituri cu mâna, în puncte sensibile, blocări articulare, dar și aruncări în cazul luptei de aproape. Hapkido pune accentul pe mișcări circulare, redirectarea forței și controlul adversarului. Avantajul în luptă este dat de echilibrul poziției, evitându-se folosirea forței brute.
Hapkido a fost adaptată din daitōryū aikijūjutsu, așa cum a fost predată de Choi Yong-Sool atunci când s-a reîntors în Coreea după cel de-Al Doilea Război Mondial, după ce trăise pe teritoriul Japoniei timp de 30 de ani. Acest sistem a fost combinat, mai apoi, de discipolii lui Choi cu loviturile de picioare și mâini ale artelor marțiale autohtone coreene precum taekkyeon și tang soo do, dar și variații de apucături, aruncări și luptă la sol din judoul japonez. 